# Anne Suarez
Pour les articles homonymes, voir Suárez.
Anne Suarez, née le 21 juillet 1976, est une actrice française.

## Biographie
Après une formation à l'ENSATT de Paris, Anne Suarez commence sa carrière au théâtre en 2000 avec Isabelle Adjani dans La Dame aux camélias, puis avec Jacques Weber dans Phèdre et Ondine.
Au cinéma, elle tourne avec Laetitia Masson, Benoît Jacquot, Bertrand Blier, Maïwenn, Emmanuelle Bercot...
À la télévision, Anne Suarez est la partenaire de Bruno Debrandt dans la série Caïn, et d'Olivier Rabourdin dans la série Guyane,.

## Filmographie

### Cinéma

#### Longs métrages
- 2001 : La Repentie de Laetitia Masson
- 2002 : Adolphe de Benoît Jacquot : Madame d'Arbigny
- 2003 : Les Côtelettes de Bertrand Blier : Agathe
- 2003 : Monsieur Ibrahim et les Fleurs du Coran de François Dupeyron : Sylvie
- 2004 : Arsène Lupin de Jean-Paul Salomé : Églantine
- 2005 : Le Cactus de Gérard Bitton et Michel Munz : Renatta
- 2007 : Molière de Laurent Tirard : Catherine de Brie
- 2010 : Tête de turc de Pascal Elbé : La collaboratrice du maire
- 2011 : Polisse de Maïwenn : Alice, la femme de Fred
- 2012 : Les Infidèles, sketch La Question d'Emmanuelle Bercot : Julie
- 2012 : Les Seigneurs d'Olivier Dahan : Laura Orbéra
- 2015 : Boomerang de François Favrat : Astrid
- 2015 : La Tête haute d'Emmanuelle Bercot : La directrice du CEF
- 2016 : Amis publics d'Édouard Pluvieux : Madame la commissaire
- 2018 : Pupille de Jeanne Herry : Laure
- 2021 : Rose d'Aurélie Saada : Sophie
- 2021 : À plein temps d'Éric Gravel : Sylvie
- 2024 : Maria de Jessica Palud : Hélène
- 2024 : Maoussi de Charlotte Schioler : l'avocate

#### Courts métrages
- 2001 : Mes trois mois avec Christine de Stéphane Keller : Christine
- 2004 : Un grain de beauté d'Odile Abergel : La deuxième comédienne
- 2005 : Toutes les Margaux d'Odile Abergel : Margaux 2
- 2012 : As Happy as Possible de Widy Marché : Florence
- 2017 : Marlon de Jessica Palud : Hélène
- 2021 : Titan de Valéry Carnoy : la mère

### Télévision
- 2002 : Ruy Blas de Jacques Weber (téléfilm) : Casilda
- 2003 : Navarro : Sortie autorisée de Patrick Jamain (série) : Lilas
- 2004 : Le Voyageur sans bagage de Pierre Boutron (téléfilm) : Juliette
- 2005 : Les Enquêtes d'Éloïse Rome : Les Feux de l'enfer de Christophe Douchand (série) : Hinka Roche
- 2005 : Vénus et Apollon : Soin rémanence de Pascal Lahmani (série) : Agnès
- 2006 : Lettres de la mer Rouge d'Éric Martin et Emmanuel Caussé (téléfilm) : Annette
- 2006 : La Crim' : Le Goût du crime d'Eric Woreth (série) : Virginie Dillis
- 2007 : L'Affaire Ben Barka de Jean-Pierre Sinapi (téléfilm) : Anne-Marie
- 2007 : Sauveur Giordano : Crédit pour un meurtre de Dominique Tabuteau (série) : Aurélie
- 2008 : Cellule Identité (6 épisodes) de Stéphane Kappes (série) : Marine Deslandes
- 2009 : L'Évasion de Laurence Katrian (téléfilm) : Kita
- 2010 : Histoires de vies : Azad de Nicolas Tackian (téléfilm) : Yolande « Yoyo »
- 2010 : La Maison des Rocheville de Jacques Otmezguine (mini-série) : Loulou
- 2011 : Brassens, la mauvaise réputation de Gérard Marx (téléfilm) : Püppchen
- 2012 : Les Fauves de José Pinheiro (téléfilm) : Ariane Lancelot
- 2012-2020 : Caïn de Bertrand Arthuys (série) : Gaëlle
- 2015 : Rappelle-toi de Xavier Durringer (téléfilm) : Laura
- 2016-2018 : Guyane de Fabien Nury, réalisée par Kim Chapiron, Philippe Triboit et Fabien Nury (série) : Nathalie Berg
- 2017-2019 : Zone Blanche de Julien Despaux et Thierry Poiraud (série) : Lea Steiner
- 2017 : Le Poids des mensonges de Serge Meynard (téléfilm) : Sophie Colbert
- 2020 : La Stagiaire, d'Isabel Sebastian, épisode Noces funèbres (saison 5, épisode 7) (série) : Anne Castelain
- 2020 : Alex Hugo, épisode Les Racines du mal d'Olivier Langlois (série) : Mylène
- 2021 : Mensonges de Lionel Bailliu et Stéphanie Murat (mini-série) : Charlène
- 2022 : Capitaine Marleau de Josée Dayan, épisode Morte saison (série) : Cathy Delorme
- 2022 : Le crime lui va si bien, épisode Mauvais rôle (série) : Charlotte Vallard
- 2022 : Candice Renoir, saison 10, épisode 2 Le mal porte le repentir en croupe de Pascal Lahmani (série) : Sylvie Lerbier
- 2023 : La Fille qu'on appelle de Charlène Favier (téléfilm) : Hélène
- 2024 : À la joie de Jérôme Bonnell (téléfilm) : Lulu, l'ex-patronne de Sam
- 2024 : Seul de Pierre Isoard (téléfilm) : Isabelle Parlier
- 2024 : À l'épreuve d'Akim Isker (téléfilm) : Sandrine
- 2025 : Vidal de Bénédicte Delmas (téléfilm) : Sophie Vidal

## Théâtre
- 2000 : La Dame aux camélias de Alexandre Dumas fils et René de Ceccatty, mise en scène Alfredo Arias, Théâtre Marigny
- 2002 : Phèdre de Racine, mise en scène Jacques Weber, Théâtre de Nice, Théâtre Déjazet
- 2003 : Avant/Après de Roland Schimmelpfennig, mise en scène Michèle Foucher, Théâtre national de la Colline
- 2005 : Ondine de Jean Giraudoux, mise en scène Jacques Weber, Théâtre Antoine : la comtesse Bertha
- 2006 : La Dernière Nuit pour Marie Stuart de Wolfgang Hildesheimer, adaptation et mise en scène Didier Long, Théâtre Marigny
- 2011 : L'Amour, la mort, les fringues de Nora Ephron et Delia Ephron, d'après le livre d'Ilene Beckerman, adaptation et mise en scène Danièle Thompson, Théâtre Marigny
- 2012 : Britannicus de Jean Racine, mise en scène Jean-Louis Martinelli, Théâtre Nanterre-Amandiers
- 2013 : Phèdre de Jean Racine, mise en scène Jean-Louis Martinelli, Théâtre Nanterre-Amandiers
- 2016 : Pourtant elle m'aime d'après Riches, belles, etc... de Bunny Godillot, adaptation et mise en scène Lola Naymark, Aix-en-Provence
- 2020 : L'Heure bleue de et mise en scène David Clavel, Le Centquatre
- 2020 : Bug (en) de Tracy Letts, mise en scène Emmanuel Daumas, théâtre des Célestins, La Scala Paris